# Micro-région de Veresegyház
La micro-région de Veresegyház (en hongrois : veresegyházi kistérség) est une micro-région statistique hongroise rassemblant plusieurs localités autour de Veresegyház.